# Dynama Brześć
Dynama Brześć (biał. Дынама-Брэст), właśc. Tawarystwa z abmieżawanaj adkaznasciu „Futbolny kłub »Dynama-Brest«” (biał. Таварыства з абмежаванай адказнасцю «Футбольны клуб „Дынама-Брэст”») – białoruski klub piłkarski z miasta Brześć, występujący w Wyszejszaja liha.

## Historia
Drużyna występowała pod nazwami:
- 1960–1972: Spartak Brześć (biał. «Спартак» Берасьце)
- 1973–1975: Buh Brześć (biał. «Буг» Берасьце)
- 1976–2011: Dynama Brześć (biał. «Дынама» Берасьце)
- 2012–2013: FK Brześć (biał. ФК Берасьце)
- 2013–...: Dynama Brześć (biał. ФК «Дынама» Брэст)

Klub został założony w 1960 jako Spartak Brześć, chociaż już w latach 1945–1954 w mistrzostwach ZSRR uczestniczyła drużyna Dynama Brześć. W 1973 nazwę zmieniono na Buh, by w 1976 nadać mu obecną nazwę.

## Europejskie puchary
W sezonie 2007/08 zespół pierwszy raz w swojej historii brał udział w rozgrywkach Pucharu UEFA. W pierwszej rundzie eleminacyjnej zespół trafił na łotewskiego przeciwnika – Liepājas Metalurgs. W pierwszym spotkaniu na Łotwie był remis 1–1, jednak w rewanżu w Brześciu biało-niebiescy przegrałi 1–2 i odpadli z rozgrywek.
Legenda do wszystkich tabel:
- Q – runda eliminacyjna, 1/16, 1/8, 1/4, 1/2 – odpowiednia faza rozgrywek, Grupa – runda grupowa, 1r gr – pierwsza runda grupowa, 2r gr – druga runda grupowa, F – finał, R – runda, PO – play-off
- k. – rzuty karne, los. – losowanie, Dogr. – dogrywka, w. – zasada bramek strzelonych na wyjeździe

| Sezon   | Rozgrywki               | Runda | Klub               | Dom     | Wyjazd  | Ogólnie |
| ------- | ----------------------- | ----- | ------------------ | ------- | ------- | ------- |
| 2007/08 | Puchar UEFA             | 1Q    | Liepājas Metalurgs | 1–2     | 1–1     | 2–3     |
| 2017/18 | Liga Europy             | 2Q    | Rheindorf Altach   | 0–3     | 1–1     | 1–4     |
| 2018/19 | Liga Europy             | 2Q    | PAE Atromitos      | 4–3     | 1–1     | 5–4     |
| 2018/19 | Liga Europy             | 3Q    | Apollon Limassol   | 1–0     | 0–4     | 1–4     |
| 2020/21 | Liga Mistrzów           | 1Q    | FK Astana          | 6–3 (D) | 6–3 (D) | 6–3 (D) |
| 2020/21 | Liga Mistrzów           | 2Q    | FK Sarajevo        | 2–1 (D) | 2–1 (D) | 2–1 (D) |
| 2020/21 | Liga Mistrzów           | 3Q    | Maccabi Tel Awiw   | 0–1 (W) | 0–1 (W) | 0–1 (W) |
| 2020/21 | Liga Europy             | PO    | Łudogorec Razgrad  | 0–2 (D) | 0–2 (D) | 0–2 (D) |
| 2021/22 | Liga Konferencji Europy | 2Q    | Viktoria Pilzno    | 1–2     | 1–2     | 2–4     |
| 2025/26 | Liga Konferencji        | 1Q    | Sutjeska Nikšić    | 0–2     | 2–1     | 2–3     |

## Osiągnięcia
| \| \| Zdobyte trofea w rozgrywkach Białorusi (stan na: Lipiec 2021 r.) \| |                                                                  |      |                  |
| Rozgrywki                                                                 | Osiągnięcie                                                      | Razy | Sezon(y)         |
| Mistrzostwo                                                               | I miejsce                                                        | 1    | 2019             |
| Mistrzostwo                                                               | II miejsce                                                       | –    |                  |
| Mistrzostwo                                                               | III miejsce                                                      | 1    | 1992             |
| Puchar                                                                    | zdobywca                                                         | 3    | 2007, 2017, 2018 |
| Puchar                                                                    | finalista                                                        | –    | 2020             |
| Superpuchar                                                               | zdobywca                                                         | 3    | 2018, 2019, 2020 |
| Superpuchar                                                               | finalista                                                        | –    |                  |
| Białoruś                                                                  | Zdobyte trofea w rozgrywkach Białorusi (stan na: Lipiec 2021 r.) |      |                  |

## Obecny skład
Dane na 17 listopada 2020 r.
| Nr | Poz. | Piłkarz             |
| -- | ---- | ------------------- |
| 1  | BR   | Siarhiej Ignatowicz |
| 2  | OB   | Gaby Kiki           |
| 3  | OB   | Mikita Hrybau       |
| 5  | OB   | Kirył Pjaczenin     |
| 7  | PO   | Arciom Bykau        |
| 8  | PO   | Kirył Czarnawok     |
| 9  | PO   | Siarhiej Krywiec    |
| 10 | NA   | Artem Miłewski      |
| 11 | NA   | Abdoulaye Diallo    |
| 13 | OB   | Maksim Witus        |
| 15 | PO   | Siarhiej Kislak     |
| 16 | BR   | Hleb Trietiak       |
| 17 | PO   | Pawieł Sedźka       |
| 18 | NA   | Alaksandr Szasciuk  |

| Nr | Poz. | Piłkarz              |
| -- | ---- | -------------------- |
| 19 | PO   | Ołeksandr Nojok      |
| 20 | PO   | Maksim Kawalczuk     |
| 21 | OB   | Aleh Wieraciła       |
| 22 | OB   | Alaksandr Pawłowiec  |
| 32 | PO   | David Teklo          |
| 34 | OB   | Jewhen Chaczeridi    |
| 35 | BR   | Pawieł Pawljuczenka  |
| 51 | NA   | Dzianis Łapcieu      |
| 62 | PO   | Michaił Hardziejczuk |
| 71 | BR   | Alaksandr Naumowicz  |
| 72 | PO   | Maksim Łotysz        |
| 77 | PO   | Raman Juzepczuk      |
| 88 | PO   | Pawieł Sawicki       |
| 99 | PO   | Elis Bakaj           |